# 坂田信弘
坂田 信弘（さかた のぶひろ、1947年10月11日 - 2024年7月22日）は、熊本県熊本市出身のプロゴルファー、漫画原作者。
ジュニア・ゴルファー育成組織である「坂田ジュニアゴルフ塾」主宰。長男がいる。

## 人物
尼崎北高校卒業後は京都大学文学部東洋史学科に進学するが、在学中に親が亡くなり、残った家族に仕送りをするために中退。
中退後はいくつかの職業を経た後にプロゴルファーを目指し、1969年に自衛隊体育学校に特別体育課程学生として入隊して基礎体力作りに転じると、坂田曰く「国防意識に欠けた2等兵であったが、匍匐前進だけは部隊一の速さを持つ」陸上自衛隊員となる。
1971年に陸上自衛隊を満期除隊により退官すると、栃木県の鹿沼カントリー倶楽部に押しかけ入社し、キャディをしながらゴルフに打ちこむ。
1972年には愛知県の貞宝カントリー倶楽部へ移籍し、1975年に28歳でプロテスト合格。
中嶋常幸・尾崎健夫と同期となり、1976年からはツアー参戦するも、生来の臆病心と勇気の欠落でパッティングに欠点が生じ、予選を通るか落ちるかのレベルに低迷。
アメリカ留学からの帰国後、後に自身原作の漫画『風の大地』に実名で登場させる那須ゴルフ倶楽部の小針春芳に弟子入りしたほか、宮本留吉・橘田規を師と仰いで来たが、坂田曰く「師の心を学ぶだけの器量が我が身になかった」「不肖の弟子」であった。
1977年のアジアサーキット・インディアンオープンでは初日に林由一らと共に69をマークし、首位のテッド・ボール（オーストラリア）らと1打差2位タイでスタートする。
1978年からは福岡県の周防灘カントリークラブに所属し、同年9月中旬から12月24日までの4ヶ月弱にわたるオーストラリア、ニュージーランドに遠征。南半球遠征時は2試合続けて1ストローク差で予選落ちした後、アデレード郊外の安ホテルに宿泊し、夕刻に閑散としたバーの片隅にあるジュークボックスでエルビス・プレスリーの「マイ・ボーイ」を幾度となく聞いた。予選落ちした日に生後9ヶ月の長男の写真と共に、妻の成長を詳しく記した手紙が届いており、軽いホームシックから無性に淋しくなった坂田は訳もなく、ただ漠然とした気分でボタンを押し、聞きながら涙が止まらなかった。手紙を書くだけの気持ちの余裕もなく、国際電話をかける金の余裕もなく、コレクトコールでは歯止めが利かなくなると考えていたため、日本へは4ヶ月弱音信不通となり、友人の一人が「坂田は生きているのか、それだけでいいから調べてほしい」と大使館へ聞いていたことを帰国後に知った。
1984年秋にはツアー出場で生じた借金400万円の返済手段としてペンを持ち、原稿料で借金を返し、再びのツアー挑戦と考える。
1983年は賞金ランク166位で、1984年には海外2戦、国内5戦で予選通過のない中で、ペプシ宇部トーナメントに参戦。初日を70でスタートし、2日目は73のトータル143、33位で決勝ラウンドに進出。3日目には同組のデビッド・イシイ（アメリカ）のプレーの遅さに辟易しながらも、自身のスイングに「イシイさんよりも美しいです」と言ったキャディにチップを渡すなど気分も良かったが、スコアは76であった。ブライアン・ジョーンズ（オーストラリア）と同組でプレーした最終日は弁当持参の親子連れにペプシコーラをプレゼントした後のホールでバーディを奪い、気分良くして次のホールではボールをプレゼントしたところOBを叩き、パープレーならず、通算294、60位タイに終わった。
1988年には1月下旬よりアフリカサファリツアーに参戦し、ナイジェリアでイバダン・サテライト・トーナメントとナイジェリアオープンに出場。第1戦のイバダンオープンでは乾季で、撒水設備がなく、フェアウェイもラフも真っ白、小川の周辺の草のみが青々としたコースでプレー。在イバダンの日本人15人の懸命な応援を受け、初めて試合中に「負けられん」という気持ちになった坂田はプレーオフでストレートボールを2球続けて打ち、優勝を飾った。この時はゴルフボールが野球のボールほどの大きさ、ボール表面の無数にも思える小さなディンプルが大きく見え、ディンプルの目と語り合った。
ナイジェリアオープンは撒水設備が入ったコースであったが、緑一色のコースは成長が早過ぎて、水を撒いた後の6時間ぐらいでフェアウェイの芝生は5cmぐらいになり、当然、ドロップが心配となるため、150ヤードを8番か、9番かで悩むことも度々あった。4日間、フェアウェイともラフとも区別できぬ芝生の上でプレーし、予選ラウンド8位と好位置に着けたが、最終的には決勝で25位タイに終わった。この2試合で1万ナイラ、日本円で50万円弱を獲得。
その後は作家・レッスンプロゴルファーに転向して才能が開花し、1993年に坂田ジュニアゴルフ塾を開校。自衛隊員時代に培ったスパルタ教育を生かして厳しい指導をすることでも大変有名だが、古閑美保、上田桃子、笠りつ子、原江里菜など多くのプロゴルファーを輩出しており、名指導者としても知られていることから、度々テレビ番組で取り上げられている。
一方、作家として原作を書いている漫画では、漫画とはいえあまりにも現実離れした能力を持つ登場人物が出てくることと、主に『風の大地』や『奈緒子』などに出てくる独特の人生訓のような長ゼリフが特徴的である。
1994年には『風の大地』で小学館漫画賞、1996年にはゴルフ界特別功労賞を受賞。
2008年に創部された大手前大学ゴルフ部監督に就任し、2年目で女子チームを全国大会優勝に導いた。
2024年7月22日に死去。76歳没。

## 書籍

### 著書
- 『坂田信弘のアゲンストゴルフ』（1991年3月30日、朝日新聞社）ISBN 9784022562777
- 『ゴルフ野性塾』（ゴルフダイジェスト社）
  - 『ゴルフ野性塾 走りまわれ狂ってみろ』（1992年12月9日）ISBN 9784772849227
  - 『ゴルフ・野性塾 2 貴様ら！ゴルフをなめとんのか！』（1995年6月16日）ISBN 9784772849524
- 『ゴルフ 飛ばし屋の見えない技術 一度つかんだ感触を忘れないために』（1995年5月25日、青春出版社 青春新書）ISBN 9784413016414
- 『真実のゴルフ』（1995年9月21日、PHP研究所）ISBN 9784569548791
  - 『真実のゴルフ』（2000年6月25日、幻冬舎 幻冬舎文庫）ISBN 9784877288778
  - 『真実のゴルフ 2 実戦篇』（2000年10月25日、幻冬舎 幻冬舎文庫）ISBN 9784344400276
- 『GOLF練習嫌いはこれを読め！』（共著者:弘兼憲史）（小学館）
  - 『GOLF練習嫌いはこれを読め！ 超基礎編 弘兼憲史&坂田信弘の1コマ漫画レッスン』（1996年5月10日）ISBN 9784093792318
  - 『GOLF練習嫌いはこれを読め！ 超応用編 弘兼憲史&坂田信弘の1コマ漫画レッスン』（1997年5月1日）ISBN 9784093792325
  - 『GOLF練習嫌いはこれを読め！ 実戦編 弘兼憲史と坂田信弘の1コマ漫画レッスン』（1998年11月1日）ISBN 9784093792332
  - 『GOLF練習嫌いはこれを読め！ 最強バイブル版 弘兼憲史&坂田信弘の1コマ漫画レッスン』（2001年11月1日）ISBN 9784093792349
- 『ゴルフ進化論』（PHP研究所）
  - 『ゴルフ進化論 基本上達篇』（1998年4月23日）ISBN 9784569600819
  - 『ゴルフ進化論 2 応用上達篇』（1998年10月22日）ISBN 9784569603292
  - 『ゴルフ進化論 基本上達篇 PHP文庫』（2003年7月3日）ISBN 9784569660172
  - 『ゴルフ進化論 2 応用上達篇 PHP文庫』（2003年11月19日）ISBN 9784569660745
- 『スウィング進化論』（ゴルフダイジェスト社）
  - 『スウィング進化論 これからの基本はこれです。』（1998年6月24日）ISBN 9784772849821
  - 『続スウィング進化論』（1999年4月24日）ISBN 9784772849920
  - 『新スウィング進化論 21世紀のゴルファーズ・バイブル』（2001年11月6日）ISBN 9784772840156
- 『坂田信弘のザ・ゴルフレッスン』（2000年3月27日、日本放送出版協会）ISBN 9784141882978 - NHK趣味悠々（2000年4月 - 6月）
  - 『坂田信弘のザ・ゴルフレッスン』（2000年12月20日、日本放送出版協会）ISBN 9784141883135 - NHK趣味悠々（2001年1月 - 3月）
- 『ゴルファーにつける薬 「風の大地」に学ぶゴルフの極意』（2000年11月10日、小学館）ISBN 9784093653510
  - 『ゴルファーにつける薬 「風の大地」に学ぶゴルフの極意』（2003年8月5日、小学館 小学館文庫）ISBN 9784094184112
- 『ゴルフ勝利の基本方程式』（PHP研究所）
  - 『ゴルフ勝利の基本方程式 100を切るための87アドバイス』（2001年1月24日）ISBN 9784569614526
  - 『ゴルフ勝利の基本方程式 2 シングルに挑戦！80のアドバイス』（2001年3月7日）ISBN 9784569615110
- 『6番アイアンの教え』（2001年11月8日、日本放送出版協会 生活人新書）ISBN 9784140880029
- 『スコアアップの真実 ゴルフ上達の最終定理72』（2002年7月17日、PHP研究所）ISBN 4569622755
- 『渾身、これ一徹』（共著者:斎藤孝）（2002年12月4日、角川書店）ISBN 9784048837965
- 『ラウンド進化論』（学習研究社）
  - 『ラウンド進化論 上』（2003年4月25日）ISBN 9784056030457
  - 『ラウンド進化論 下』（2004年3月26日）ISBN 9784054023826
  - 『ラウンド進化論 直伝 ゴルフの悩みを即効解決』（2008年3月21日）ISBN 9784054036918
- 『40歳からのゴルフ進化論』（ゴルフダイジェスト社）
  - 『40歳からのゴルフ進化論 1』（2003年9月1日）ISBN 978-4772880343
  - 『40歳からのゴルフ進化論 2』（2003年9月1日）ISBN 9784772870351
  - 『40歳からのゴルフ進化論 3』（2003年9月1日）ISBN 978-4772870368
  - 『40歳からのゴルフ進化論 「生涯スウィング」製造元』（2004年2月20日）ISBN 9784772840422
- 『ゴルフあんちょこBOOK』（2004年3月23日、学研マーケティング）ISBN 9784056034264

### 監修
- 『ザ・アスレチック・スウィング』（著者:デビッド・レッドベター、訳者:塩谷紘）（ゴルフダイジェスト社）
  - 『ザ・アスレチック・スウィング』（1992年9月10日）ISBN 9784772849210
  - 『ザ・アスレチック・スウィングの完成』（1993年11月1日）ISBN 9784772849333
  - 『ザ・アスレチックスウィング ラビットBOOK』（1999年12月6日）ISBN 9784772849951

### 漫画原作
- 『一番弟子』（画:政岡としや）（双葉社）
  - 『一番弟子 1』（1993年10月1日）ISBN 9784575819090
  - 『一番弟子 2』（1993年11月1日）ISBN 9784575819175
  - 『一番弟子 3』（1993年12月1日）ISBN 9784575819212
- 『雲の行方』（画:政岡としや）（双葉社）
  - 『雲の行方 1』（1994年11月1日）ISBN 9784575820119
  - 『雲の行方 2』（1994年12月1日）ISBN 9784575820218
- 風の大地（画:かざま鋭二）（1999年10月15日 -  、小学館）ISBN 9784575820218 - 第39回小学館漫画賞受賞
- 『大志 遥かなる道』（漫画:高橋よしひろ 滝井寿紀）（集英社）
  - 『大志 遥かなる道 1』（2001年7月4日）ISBN 9784088591896
  - 『大志 遥かなる道 2』（2001年11月2日）ISBN 9784088592404
  - 『大志 遥かなる道 3』（2002年2月4日）ISBN 9784088592725
- ひかりの空（作画：かざま鋭二）
- でんでん虫（作画：かざま鋭二）
- DAN DOH!!（作画：万乗大智）
  - DAN DOH!! Xi（作画：万乗大智）
  - DAN DOH!!〜ネクストジェネレーション（作画：万乗大智）
- 奈緒子（作画：中原裕）
- インパクト（作画：竜崎遼児）
- Gドライブ（作画：紅林直）
- 天才伝説（作画：みのもけんじ）
- 大地の子みやり（作画：かざま鋭二）
  - 大地の子ゆう（作画：かざま鋭二）
  - 大地の子すみれ（作画：かざま鋭二）

## テレビ番組
- 坂田信弘のザ・ゴルフレッスン（2000年、NHK教育テレビ「趣味悠々」）
- 坂田信弘GOLFING（2001年、テレビ東京 毎週土曜11:15～11:30）[17]
- 人間解析ドキュメント「ZONE」（2004年、TBS）
- 超・人 #15 見果てぬ夢（2005年10月9日、BS-i）
- 日経スペシャル ガイアの夜明け 藍とさくらの代理戦争 ～女子ゴルフに賭けたビジネスマンたち～（2005年11月1日、テレビ東京）[18]。- 坂田塾を取材。
- 坂田信弘のゴルフ理論（テレビ熊本（TKU））（毎週土曜17:25～17:30）

## ビデオ
- ゴルフ進化論 基本編 Part1「ショートスウィング」
- ゴルフ進化論 基本編 Part2「ダウンスウィングインパクト」
- ゴルフ進化論 基本編 Part3「インパクトゾーンフィニッシュ」
- ゴルフ進化論 第二章 基本上達編 Part1「ティショット他」
- ゴルフ進化論 第二章 基本上達編 Part2「アイアンショット他」
- ゴルフ進化論 第二章 基本上達編 Part3「グリーンまわり他」
- ゴルフ進化論 第三章
- ゴルフ進化論 最終章
- 秘伝 坂田信弘の七十二打 第一章 - 第三章

## DVD
- 『坂田信弘のザ・ゴルフレッスン』（NHKエデュケーショナル）
  - 『坂田信弘のザ・ゴルフレッスン ショートスイングからシングルへ』（2001年1月1日）AKBH24017
  - 『坂田信弘のザ・ゴルフレッスン 実践！コース攻略法 ラウンド進化論』（2001年1月1日）AKBH24018
  - 『坂田信弘のザ・ゴルフレッスン ショートスイングを極めるハイレベルレッスン』（2001年1月1日）AKBH24019
- 『坂田信弘クラブ別レッスン』（ゴルフダイジェスト社）
  - 『坂田信弘クラブ別レッスン ドライバー編』（2002年2月1日）GDVD101
  - 『坂田信弘クラブ別レッスン フェアウェイウッド編』（2001年9月1日）GDVD102
  - 『坂田信弘クラブ別レッスン ロングアイアン編』（2001年9月1日）GDVD103
  - 『坂田信弘クラブ別レッスン ミドルアイアン編』（2001年9月1日）GDVD104
  - 『坂田信弘クラブ別レッスンショートアイアン編』（2001年9月1日）GDVD105
  - 『坂田信弘クラブ別レッスン ウェッジ編』（2001年4月1日）GDVD106
- 『秘伝 坂田信弘の七十二打』（アミューズソフトエンタテインメント）
  - 『秘伝 坂田信弘の七十二打 第一章』（2003年3月25日）AFBZ1031
  - 『秘伝 坂田信弘の七十二打 第二章』（2003年3月25日）AFBZ1032
  - 『秘伝 坂田信弘の七十二打 第三章』（2003年3月25日）AFBZ1033
- 『坂田信弘 40歳からのゴルフ進化論』 （ゴルフダイジェスト社）
  - 『坂田信弘 40歳からのゴルフ進化論 PART1 加齢しても飛ばせるドライバー（2003年9月19日）GDVD17
  - 『坂田信弘 40歳からのゴルフ進化論 PART2 「止め勘」でつくる正確なアイアン（2003年9月19日）GDVD18
  - 『坂田信弘 40歳からのゴルフ進化論 PART3 「支点」確保で小技イップス克服（2003年9月19日）GDVD19